# Министерство транспорта Бельгии
Министерство транспорта Бельгии (также Федеральная государственная служба мобильности и транспорта Бельгии; фр. Service public fédéral Mobilité et Transports, нидерл. Federale Overheidsdienst Mobiliteit en Vervoer, нем. Föderaler Öffentlicher Dienst Mobilität und Transportwesen) — министерство в Правительстве Бельгии. Отвечает за разработку и реализацию транспортной политики.

## История
Было создано 16 июня 1884 года и стало восьмым министерством Бельгии. За время своего существования сменило несколько названий. Изменение названия с Министерства на Федеральную государственную службу произошло в 2001 году в рамках реализации планов первого правительства Верхофстадта по модернизации федеральной администрации.

## Структура
Министерство в настоящее время объединено в четыре Генеральных директората:
- Генеральный директорат мобильности и безопасности дорожного движения;
- Генеральный директорат автомобильных перевозок;
- Генеральный директорат морских перевозок;
- Генеральный директорат гражданской авиации[англ.].

Оно также несёт ответственность за несколько государственных учреждений (таких как Бельгийский институт безопасности дорожного движения), и автономные государственные компании, а именно: Национальное общество бельгийских железных дорог, компании Brussels Airport и Belgocontrol.
Основное внимание в работе уделяется безопасности, окружающей среде, конкуренции, социальным вопросам и оптимальной интеграции всех видов транспорта.